# Frank Riggs

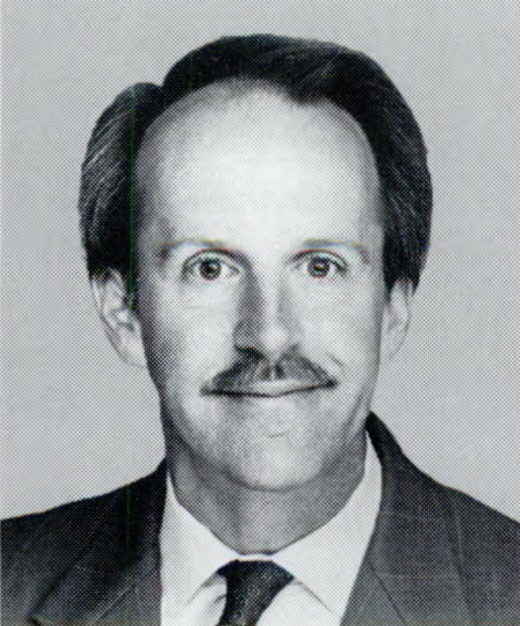
Frank Riggs

Frank D. Riggs (* 5. September 1950 in Louisville, Kentucky; † 20. Dezember 2023) war ein US-amerikanischer Politiker. Zwischen 1991 und 1999 vertrat er zweimal den Bundesstaat Kalifornien im US-Repräsentantenhaus.

## Werdegang
Nach der Grundschule diente Frank Riggs zwischen 1972 und 1975 in der US Army. Danach studierte er bis 1980 an der Golden Gate University in San Francisco. Außerdem arbeitete Riggs in Kalifornien im Polizeidienst und in der Immobilienbranche. Gleichzeitig begann er als Mitglied der Republikanischen Partei eine politische Laufbahn. Zwischen 1984 und 1988 gehörte er dem Kuratorium der Schulen von Windsor an.
Bei den Kongresswahlen des Jahres 1990 wurde Riggs im ersten Wahlbezirk von Kalifornien in das US-Repräsentantenhaus in Washington, D.C. gewählt, wo er am 3. Januar 1991 die Nachfolge von Douglas H. Bosco antrat. Da er im Jahr 1992 nicht bestätigt wurde, konnte er bis zum 3. Januar 1993 zunächst nur eine Legislaturperiode im Kongress absolvieren. 1994 wurde er erneut in den Kongress gewählt, wo er am 3. Januar 1995 den Demokraten Daniel Hamburg ablöste, der zwei Jahre zuvor sein Nachfolger geworden war. Nach einer Wiederwahl im Jahr 1996 verbrachte er bis zum 3. Januar 1999 zwei weitere Amtszeiten im Kongress. Im Jahr 1998 verzichtete er auf eine weitere Kandidatur.
2001 zog Frank Riggs nach Arizona. Im Jahr 2005 wollte er sich dort um das Amt des Gouverneurs bewerben. Da er aber noch nicht lange genug in diesem Staat lebte, qualifizierte er sich entsprechend der Staatsverfassung nicht für diesen Posten.